# Aire urbaine de Morlaix
L'aire urbaine de Morlaix est une aire urbaine française centrée sur l'unité urbaine de Morlaix, dans le Finistère. Composée de 11 communes, elle comptait 39 651 habitants en 2017.

## Caractéristiques en 2015
D'après la délimitation établie par l'INSEE, l'aire urbaine de Morlaix est composée de 11 communes, toutes situées dans le Finistère. 
4 des communes de l'aire urbaine font partie de son pôle urbain, l'unité urbaine (couramment : agglomération) de Morlaix.
Les 7 autres communes, dites monopolarisées, sont toutes des communes rurales.
En 1999, ses 35 996 habitants faisaient d'elle la 176e des 354 aires urbaines françaises. 
L'aire urbaine de Morlaix appartient à l'espace urbain de Morlaix.
Le tableau suivant détaille la répartition de l'aire urbaine sur le département (les pourcentages s'entendent en proportion du département) :
| Département | Communes | Communes (%) | Superficie (km²) | Superficie (%) | Population (2016) | Population (%) |
| ----------- | -------- | ------------ | ---------------- | -------------- | ----------------- | -------------- |
| Finistère   | 11       | 3,94         | 283,21           | 4,88           | 39 730            | 4,37           |

En 2016, la population s’élevait à 39 730 habitants.

### Composition en 2010
| Nom                        | Code Insee | Statut           | Superficie (km2) | Population (dernière pop. légale) | Densité (hab./km2) |
| -------------------------- | ---------- | ---------------- | ---------------- | --------------------------------- | ------------------ |
| Morlaix (siège)            | 29151      |                  | 24,82            | 15 220 (2022)                     | 613                |
| Le Cloître-Saint-Thégonnec | 29034      |                  | 28,48            | 644 (2022)                        | 23                 |
| Garlan                     | 29059      |                  | 13,34            | 1 063 (2022)                      | 80                 |
| Pleyber-Christ             | 29163      |                  | 45,47            | 3 175 (2022)                      | 70                 |
| Plouezoc'h                 | 29186      |                  | 15,83            | 1 640 (2022)                      | 104                |
| Plougonven                 | 29191      |                  | 69,32            | 3 398 (2022)                      | 49                 |
| Plouigneau                 | 29199      | commune nouvelle | 64,82            | 5 039 (2022)                      | 78                 |
| Plourin-lès-Morlaix        | 29207      |                  | 40,92            | 4 529 (2022)                      | 111                |
| Saint-Martin-des-Champs    | 29254      |                  | 15,7             | 4 792 (2022)                      | 305                |
| Sainte-Sève                | 29265      |                  | 9,98             | 1 060 (2022)                      | 106                |